# A Moment to Remember
Pour plus de détails, voir Fiche technique et Distribution.
A Moment to Remember (내 머리 속의 지우개 , Nae meorisogui jiugae - littéralement « l'effaceur dans ma tête ») est un film sud-coréen réalisé par Lee Jae-han, sorti en 2004.

## Synopsis
Su-jin, 27 ans, est la fille du patron d'une entreprise de construction. Peu après une rupture amoureuse, par hasard, en sortant d'une supérette, elle percute Chul-soon, un contremaître qui étudie l'architecture et qui s'avère travailler pour son père.
Malgré leurs différences sociales, une histoire d'amour s'engage entre eux. Mais Su-jin après leur mariage est atteinte de la maladie d'Alzheimer affectant sa mémoire.

## Fiche technique
- Titre : A Moment to Remember
- Réalisation : Lee Jae-han
- Scénario : Lee Jae-han, Kim Young-ha
- Musique : Kim Tae-won
- Photographie : Lee Jun-gyu
- Montage : Steve M. Choe, Hahm Sung-won
- Production : Cha Seung-jae
- Sociétés de production : CJ Entertainment, Sidus
- Société de distribution : CJ Entertainment
- Pays :  Corée du Sud
- Langue : Coréen
- Durée : 144 min
- Dates de sortie : Corée du Sud : 5 novembre 2004

## Distribution
- Jeong Woo-seong : Cheol-su
- Son Ye-jin	: Su-jin
- Baek Jong-hak : Seo Yeong-min
- Lee Seon-jin : Jung An-Na
- Park Sang-gyu : M. Kim
- Kim Hie-ryeong : la mère
- Son Ji-hyun : Jeong-eun
- Kim Bu-seon : Mme. Oh
- Hyun Young : Yu-na
- Oh Kwang-rok : le clochard à la station
- David Lee McInnis : le mannequin

## Box-office
Le film a rapporté 20 millions de dollars.